# 17216 Scottstuart
17216 Scottstuart è un asteroide della fascia principale. Scoperto nel 2000, presenta un'orbita caratterizzata da un semiasse maggiore pari a 3,1899207 UA e da un'eccentricità di 0,1234470, inclinata di 10,70827° rispetto all'eclittica.